# Asialeyrodes dorsidemarcata
Asialeyrodes dorsidemarcata là một loài côn trùng cánh nửa trong họ Aleyrodidae, phân họ Aleyrodinae.
Asialeyrodes dorsidemarcata được Singh miêu tả khoa học đầu tiên năm 1932.